# André Lenz
Pour les articles homonymes, voir Lenz.
André Lenz est un joueur allemand de football né le 19 novembre 1973 à Mülheim an der Ruhr. 
Il évoluait au VfL Wolfsburg au poste de gardien de but.

## Palmarès
- VfL Wolfsburg
  - Vainqueur du Championnat d'Allemagne : 2009